# Cyborg anno 2087 - Metà uomo, metà macchina... programmato per uccidere
Cyborg anno 2087 - Metà uomo, metà macchina... programmato per uccidere (Cyborg 2087) è un film del 1966 diretto da Franklin Adreon.
È un film di fantascienza statunitense con Michael Rennie, Karen Steele, Wendell Corey, Warren Stevens, Eduard Franz e Harry Carey Jr..

## Trama
Garth, un cyborg del 2087, viaggia indietro nel tempo al 1966, per evitare che il professor Sigmund Marx riveli la sua nuova scoperta nel campo della radiotelepatia, una pratica che nel futuro renderà possibile il controllo della mente e che sarà responsabile di una società tirannica nel tempo di Garth.
Sulle tracce di Garth vengono inviati due controagenti, anch'essi cyborg, programmati per eliminarlo. Garth chiede l'aiuto della dottoressa Sharon Mason, assistente di Marx, affinché uno scienziato suo amico, il dottor Zeller, lo operi ed elimini il cosmo radiante, un dispositivo trasmittente grande come una capsula posto all'interno del torace, che consente ai due cyborg inviati dal futuro di localizzarlo. Intanto lo sceriffo locale comincia ad interessarsi al caso.
Alla fine Garth riesce a sconfiggere i controagenti e convince il professor Marx a tenere segreta la sua scoperta. Poi, con il suo futuro spazzato via a seguito del cambiamento del corso del tempo, Garth cessa di esistere, e le persone che lo hanno aiutato non ne hanno neppure più un ricordo.

## Produzione
Il film, diretto da Franklin Adreon su una sceneggiatura di Arthur C. Pierce, fu prodotto da Earle Lyon per la Harold Goldman Associates e la United Pictures e girato, tra le altre location, nelle Bronson Caves, fuori Los Angeles.

## Distribuzione
Il film fu distribuito con il titolo Cyborg 2087 negli Stati Uniti nel 1966 al cinema dalla Feature Film Corp. of America. È conosciuto anche con il titolo Man from Tomorrow. È stato distribuito in Italia nel 1974 con il titolo Cyborg anno 2087 - Metà uomo, metà macchina... programmato per uccidere.

## Critica
(David Grieco)
Secondo Fantafilm la missione del film è "farci conoscere il lato oscuro del progresso tecnologico e avvertirci che il destino dell'umanità può prendere una brutta piega". A ciò il recensore aggiunge una ben più precisa valenza ideologica in chiave anticomunista adducendo che il nome dello scienziato che nel film minaccia il mondo (dott. Marx) non sia un caso. La produzione, tuttavia, riserverebbe molte sorprese, a cominciare dall'idea di fondo che anticiperebbe quella di Terminator e dagli avveniristici gadget utilizzati dai protagonisti, quanto mai ingenui ma divertenti.

## Promozione
Le tagline sono:
- His Mission... Stop the Invasion of the Cyborgs!
- Half Human... Half Machine! Programmed to Kill!